# Balthasar Schwarm
Balthasar Schwarm (* 11. September 1946 in Bruckmühl) ist ein ehemaliger deutscher Rennrodler.
Bei den Olympischen Spielen 1976 in Innsbruck gewann Balthasar Schwarm mit Hans Brandner die Silbermedaille im Doppelsitzer hinter dem ostdeutschen Duo Hans Rinn und Norbert Hahn. Schon vier Jahre zuvor in Sapporo wurde das Doppel Fünfte, bei den Olympischen Spielen 1980 in Lake Placid Siebte. 1979 schlugen sie Rinn/Hahn bei den Weltmeisterschaften in Königssee. Zwei Jahre zuvor holten sie in Igls schon die Bronzemedaille. Bei den Europameisterschaften gewannen sie je einmal Gold (1977) und Silber (1972), sowie zweimal Bronze (1973, 1980). 1978 wurde das Duo Zweiter, 1979 Dritter des Gesamtweltcups. 1971, 1972, 1973, 1975, 1977, 1979 und 1980 wurden die beiden für den RC Berchtesgaden startenden Sportler Deutsche Meister.
Für seine sportlichen Leistungen erhielt er 1976 – zusammen mit seinem Partner Hans Brandner – das Silberne Lorbeerblatt.

## Erfolge

### Weltcupsiege
Doppelsitzer
| Nr. | Datum         | Ort        | Bahn                        |
| --- | ------------- | ---------- | --------------------------- |
| 1.  | 29. Jan. 1978 | Innsbruck  | Olympia Eiskanal Igls       |
| 2.  | 18. Jan. 1979 | Innsbruck  | Kunsteisbahn Bob-Rodel Igls |
| 3.  | 4. März 1979  | Winterberg | Bobbahn Winterberg          |